# Meryl O'Hara Wood
Pour les articles homonymes, voir Wood.
Meryl O'Hara Wood  (née Waxmann - veuve Aitken Lister), morte le 6 mai 1958, est une joueuse de tennis australienne de l'entre-deux-guerres. 
Elle compte parmi les toutes meilleures de l'État de Victoria où elle remporte de nombreux tournois locaux.
Meryl O'Hara Wood s'est surtout imposée deux fois consécutivement aux Internationaux d'Australie en double dames, en 1926 et 1927, respectivement associée à Esna Boyd et Louise Bickerton ; elle est aussi finaliste en 1924 (avec Kathrine Le Messurier) et 1929 (avec Sylvia Lance Harper). En double mixte, elle joue et perd la finale en 1932 aux côtés de Jirō Sato (face aux époux Marjorie et Jack Crawford).
Le 3 août 1923, elle épouse le joueur Pat O'Hara Wood avec qui elle promeut le tennis en Australie jusque dans les années 1950.

## Palmarès (partiel)

### Titres en double dames
| No | Date       | Nom et lieu du tournoi              | Catégorie | Surface      | Partenaire       | Finalistes                           | Score         |          |
| -- | ---------- | ----------------------------------- | --------- | ------------ | ---------------- | ------------------------------------ | ------------- | -------- |
| 1  | 24/01/1926 | Australasian Championships Adélaïde | G. Chelem | Gazon (ext.) | Esna Boyd        | Daphne Akhurst Marjorie Cox Crawford | 6-3, 6-8, 8-6 | Parcours |
| 2  | 22/01/1927 | Australian Championships Melbourne  | G. Chelem | Gazon (ext.) | Louise Bickerton | Esna Boyd Sylvia Lance Harper        | 6-3, 6-3      | Parcours |

### Finales en double dames
| No | Date       | Nom et lieu du tournoi               | Catégorie | Surface      | Vainqueures                        | Partenaire            | Score         |          |
| -- | ---------- | ------------------------------------ | --------- | ------------ | ---------------------------------- | --------------------- | ------------- | -------- |
| 1  | 18/01/1924 | Australasian Championships Melbourne | G. Chelem | Gazon (ext.) | Daphne Akhurst Sylvia Lance Harper | Kathleen Le Messurier | 7-5, 6-2      | Parcours |
| 2  | 19/01/1929 | Australian Championships Adélaïde    | G. Chelem | Gazon (ext.) | Daphne Akhurst Louise Bickerton    | Sylvia Lance Harper   | 6-2, 3-6, 6-2 | Parcours |

### Finale en double mixte
| No | Date       | Nom et lieu du tournoi            | Catégorie | Surface      | Vainqueures                         | Partenaire | Score         |          |
| -- | ---------- | --------------------------------- | --------- | ------------ | ----------------------------------- | ---------- | ------------- | -------- |
| 1  | 08/02/1932 | Australian Championships Adélaïde | G. Chelem | Gazon (ext.) | Marjorie Cox Crawford Jack Crawford | Jirō Sato  | 6-8, 8-6, 6-3 | Parcours |

## Parcours en Grand Chelem (partiel)
Si l’expression « Grand Chelem » désigne classiquement les quatre tournois les plus importants de l’histoire du tennis, elle n'est utilisée pour la première fois qu'en 1933, et n'acquiert la plénitude de son sens que peu à peu à partir des années 1950.

### En simple dames
| Année | Championnat d'Australasie Championnat d'Australie | Championnat d'Australasie Championnat d'Australie | Internationaux de France | Internationaux de France | Wimbledon      | Wimbledon       | US National | US National |
| ----- | ------------------------------------------------- | ------------------------------------------------- | ------------------------ | ------------------------ | -------------- | --------------- | ----------- | ----------- |
| 1926  | 1/4 de finale                                     | Esna Boyd                                         | -                        | -                        | -              | -               | -           | -           |
| 1928  | 1/2 finale                                        | Daphne Akhurst                                    | 3e tour (1/8)            | Cristobel Hardie         | 3e tour (1/16) | Phoebe Holcroft | -           | -           |
| 1929  | 1/4 de finale                                     | Daphne Akhurst                                    | -                        | -                        | -              | -               | -           | -           |
| 1932  | 1/4 de finale                                     | Coral Buttsworth                                  | -                        | -                        | -              | -               | -           | -           |

À droite du résultat, l’ultime adversaire.

### En double dames
| Année | Championnat d'Australasie Championnat d'Australie | Championnat d'Australasie Championnat d'Australie | Championnat de France Internationaux de France | Championnat de France Internationaux de France | Wimbledon                  | Wimbledon           | US National | US National |
| ----- | ------------------------------------------------- | ------------------------------------------------- | ---------------------------------------------- | ---------------------------------------------- | -------------------------- | ------------------- | ----------- | ----------- |
| 1924  | Finale K. Le Mesurier                             | D. Akhurst Sylvia Lance                           | -                                              | -                                              | -                          | -                   | -           | -           |
| 1926  | Victoire Esna Boyd                                | D. Akhurst Marjorie Cox                           | -                                              | -                                              | -                          | -                   | -           | -           |
| 1927  | Victoire L. Bickerton                             | Esna Boyd Sylvia Lance                            | -                                              | -                                              | -                          | -                   | -           | -           |
| 1928  | 1/2 finale L. Bickerton                           | K. Le Mesurier D. Weston                          | 1/4 de finale Esna Boyd                        | E. Bennett P. Holcroft                         | 1/4 de finale L. Bickerton | Joan Austin E. Ryan | -           | -           |
| 1929  | Finale Sylvia Lance                               | D. Akhurst L. Bickerton                           | -                                              | -                                              | -                          | -                   | -           | -           |
| 1932  | 1/2 finale Nancy Lewis                            | K. Le Mesurier D. Weston                          | -                                              | -                                              | -                          | -                   | -           | -           |
| 1933  | 1/4 de finale Gladys Toyne                        | Mary Derham K. Woodward                           | -                                              | -                                              | -                          | -                   | -           | -           |

Sous le résultat, la partenaire ; à droite, l’ultime équipe adverse.

### En double mixte
| Année | Championnat d'Australasie Championnat d'Australie | Championnat d'Australasie Championnat d'Australie | Championnat de France Internationaux de France | Championnat de France Internationaux de France | Wimbledon | Wimbledon | US National | US National |
| ----- | ------------------------------------------------- | ------------------------------------------------- | ---------------------------------------------- | ---------------------------------------------- | --------- | --------- | ----------- | ----------- |
| 1924  | 1er tour (1/8) Pat O'Hara                         | J. Hope Schlesinger                               | -                                              | -                                              | -         | -         | -           | -           |
| 1926  | 1/2 finale Pat O'Hara                             | D. Akhurst Jim Willard                            | -                                              | -                                              | -         | -         | -           | -           |
| 1928  | -                                                 | -                                                 | 2e tour (1/8) G. Patterson                     | E. Bennett Henri Cochet                        | -         | -         | -           | -           |
| 1929  | 1/2 finale Pat O'Hara                             | D. Akhurst Edgar Moon                             | -                                              | -                                              | -         | -         | -           | -           |
| 1932  | Finale Jirō Sato                                  | Marjorie Cox Jack Crawford                        | -                                              | -                                              | -         | -         | -           | -           |
| 1933  | 2e tour (1/8) Schlesinger                         | M. Gladman E. Vines                               | -                                              | -                                              | -         | -         | -           | -           |

Sous le résultat, le partenaire ; à droite, l’ultime équipe adverse.